# Вальтер Поммерене
Вальтер Поммерене (нім. Walter Pommerehne; 4 квітня 1908, Герліц — 7 січня 1988) — німецький офіцер-підводник, корветтен-капітан крігсмаріне.

## Біографія
1 квітня 1931 року вступив на флот. З серпня 1939 року служив в штабу головнокомандувача обороною Балтійського моря. З вересня 1939 року — 1-й радіотехнічний і дивізійний офіцер на важкому крейсері «Блюхер». Після загибелі крейсера в квітні 1940 року призначений капітаном порту Осло. В червні 1940 року переданий в розпорядження командування військово-морської станції «Нордзе». З липня 1940 року — 4-й офіцер Адмірал-штабу в штабі головнокомандувача ВМС в Північній Франції. З жовтня 1940 року — офіцер зв'язку ВМС в Трувіль-сюр-Мер, з липня 1941 року — в Кілі, одночасно з березня 1942 по січень 1943 року — референт із зв'язку при командувачі обороною західного узбережжя Балтійського моря. В січні-вересні 1943 року пройшов курс підводника. З 17 листопада 1943 по грудень 1944 року — командир підводного човна U-866. В грудні 1944 року переданий в розпорядження командувача підводним флотом на Сході. З березня 1945 року — 4-й офіцер Адмірал-штабу в штабі адмірала Скагерраку. В травні був взятий в полон. 22 липня 1945 року звільнений.

## Звання
- Кандидат в офіцери (1 квітня 1931)
- Морський кадет (1 квітня 1932)
- Фенріх-цур-зее (1 січня 1933)
- Оберфенріх-цур-зее (1 січня 1935)
- Лейтенант-цур-зее (1 квітня 1935)
- Оберлейтенант-цур-зее (1 січня 1937)
- Капітан-лейтенант (1 жовтня 1939)
- Корветтен-капітан (1 грудня 1943)

## Нагороди
- Медаль «За вислугу років у Вермахті» 4-го класу (4 роки)